# David Buchanan
David Thomas Hugh Buchanan (Rochdale, Inglaterra, 6 de mayo de 1986) es un futbolista norirlandés. Juega de defensa y se encuentra sin equipo tras finalizar su contrato con el Chesterfield Football Club.

## Selección nacional
Ha sido internacional con la selección de fútbol sub-21 de Irlanda del Norte.

## Clubes
| Club                      | País       | Año       |
| ------------------------- | ---------- | --------- |
| Bury F. C.                | Inglaterra | 2005-2010 |
| Hamilton Academical F. C. | Escocia    | 2010-2011 |
| Tranmere Rovers F. C.     | Inglaterra | 2011-2012 |
| Preston North End F. C.   | Inglaterra | 2012-2015 |
| Northampton Town F. C.    | Inglaterra | 2015-2019 |
| Chesterfield F. C.        | Inglaterra | 2019-2021 |